# François Denis Monin
François Denis Monin (ur. 13 maja 1858 we Florencji, zm. ?) – francuski urzędnik konsularny.
Pełnił cały szereg funkcji we francuskiej służbie konsularno-dyplomatycznej, m.in. urzędnika w Cagliari (1879-1881), kierownika konsulatu w Wenecji (1881), Trieście (1881-1882), Hamburgu (1882-1887), Wrocławiu (1887-1888), Lipsku (1888-1890), Trieście (1890-1893), konsula w Sarajewie (1893-1894), sekretarza-archiwisty w ówczesnej Dyrekcji Konsulatów Ministerstwa Spraw Zagranicznych (1894-1898), konsula w Vancouver (1902-1906), Bolonii (1906-1907), Gdańsku (1909-1911).
Został wyróżniony Legią Honorową (1909).